# Corky Hale
Corky Hale (Freeport, 3 de julio de 1936) es un arpista, pianista, flautista y vocalista de jazz estadounidense. Ha sido productora de teatro, activista política, restauradora y propietaria de la tienda de ropa femenina Corky Hale en Los Ángeles, California.

## Temprana edad y educación
El 3 de julio de 1936, nació Hale como Merrilyn Hecht en Freeport, Illinois.  Cuando era adolescente, había aprendido piano, arpa, flauta y violonchelo.  Estudió en el Conservatorio de Música de Chicago y en el Centro Interlochen para las Artes de Michigan. 
A los 16 años se matriculó en Stephens College, una escuela para señoritas, para su último año de secundaria. Después de graduarse, anunció a sus padres que se mudaría a Hollywood para ser músico; su padre la envió a la cercana Universidad de Wisconsin-Madison. Después de un año de universidad, abandonó los estudios y nuevamente tuvo la intención de mudarse a Hollywood. Un compromiso con sus padres la llevó a convertirse en estudiante de UCLA.

## Carrera
Durante la década de 1950, trabajó como músico de estudio en Hollywood, tocando el arpa en álbumes de Chet Baker, June Christy, Ella Fitzgerald, Anita O'Day y Frank Sinatra.  Trabajó como vocalista con Freddy Martin en el Coconut Grove de Los Ángeles.  Jerry Gray la invitó a actuar con su banda en Las Vegas, donde tocó el piano para Billie Holiday y la acompañó en la gira.  Como solista, grabó el álbum Corky Hale Plays George Gershwin and Vernon Duke con Buddy Collette, Howard Roberts y Chico Hamilton.  El 12 de octubre de 1968 acompañó a Tony Bennett en The Tonight Show protagonizado por Johnny Carson y cantó una canción ella sola.  En 1970, Hale se casó con Mike Stoller del equipo de compositores Leiber-Stoller.
Ha trabajado con Liberace, Frank Sinatra, Barbra Streisand, Elkie Brooks, Tony Bennett, Billie Holiday, Harry James, Peggy Lee, James Brown, Spike Jones, George Michael y Björk. Hale también ha producido obras de teatro, entre ellas Give 'Em Hell, Harry, protagonizada por Jason Alexander y Lullaby of Broadway, un perfil del letrista Al Dubin. Ha aparecido en Vibrato, Catalina Bar & Grill, The White House y el Kennedy Center.
En la Universidad de Wisconsin, Hale fue uno de los pocos estudiantes blancos que se unió a la NAACP. Fue profesora de control de la natalidad en Planned Parenthood en Nueva York y forma parte del Consejo Asesor Nacional de NARAL y del consejo de WRRAP. Es asociada del American Film Institute y fundadora de Angel Harvest, una organización que redistribuye alimentos no utilizados de restaurantes, hoteles y eventos a personas hambrientas y necesitadas en Los Ángeles.

## Discografía

### Como líder
- Modern Harp Vol. 17 (GNP, 1956)
- Harp Beat (Stash, 1985)
- Harp! the Herald Angels Swing (LaserLight, 1995)
- Have Yourself a Jazzy Little Christmas (LML Music, 1999)

### Como invitado
- Chet Baker, Sings and Plays con Bud Shank, Russ Freeman and Strings (Pacific Jazz, 1955)
- Tony Bennett, Tony Makes It Happen! (Columbia, 1967)
- Bjork, Debut (One Little Indian, 1993)
- Bjork, Surrounded (One Little Indian, 2006)
- Elkie Brooks, Live and Learn (A&M, 1979)
- Elkie Brooks, Two Days Away (A&M, 1977)
- Artie Butler, Have You Met Miss Jones? (A&M/CTI, 1968)
- Judy Collins, Judith (Elektra, 1975)
- Dino &amp; Sembello, Dino & Sembello (A&M, 1974)
- Ella Fitzgerald, Sings the Cole Porter Song Book (Verve, 1956)
- Ella Fitzgerald, Ella Fitzgerald Sings the Rodgers and Hart Song Book (Verve, 1956)
- Roberta Flack, Chapter Two (Atlantic, 1970)
- Roberta Flack, Quiet Fire (Atlantic, 1971)
- Dean Friedman, Dean Friedman (Lifesong, 1977)
- Herbie Harper, Herbie Harper (Bethlehem, 1955)
- Harry James, The Bands of Renown (Renown, 1993)
- Steve Kuhn, Gary McFarland, The October Suite (Impulse!, 1967)
- Ronny Lang/Ray Sims/Dave Pell/Don Fagerquist, The Les Brown All Stars (Capitol, 1955)
- Peggy Lee, Mirrors (A&M, 1975)
- Jon Lucien, Rashida (RCA, 1995)
- Melissa Manchester, Home to Myself (Bell, 1973)
- Herbie Mann, Turtle Bay (Atlantic, 1973)
- Wade Marcus, A New Era (Cotillion, 1971)
- Les McCann, Invitation to Openness (Atlantic, 1972)
- Murray McEachern, Music for Sleepwalkers Only (Key, 1956)
- Anita O'Day, Anita (Verve, 1956)
- Anita O'Day, In a Mellow Tone (DRG, 1989)
- Nina Simone, Here Comes the Sun (RCA Victor, 1971)
- Lyn Stanley, The Moonlight Sessions (A.T. Music, 2017)
- Stealers Wheel, Ferguslie Park (A&M, 1973)
- Kitty White, A Moment of Love (Pacific Jazz, 1956)